# Лорсіка
Лорсіка (італ. Lorsica, ліг. Lòrsega) — муніципалітет в Італії, у регіоні Лігурія,  метрополійне місто Генуя.
Лорсіка розташована на відстані близько 390 км на північний захід від Рима, 27 км на схід від Генуї.
Населення — 457 осіб (2014).

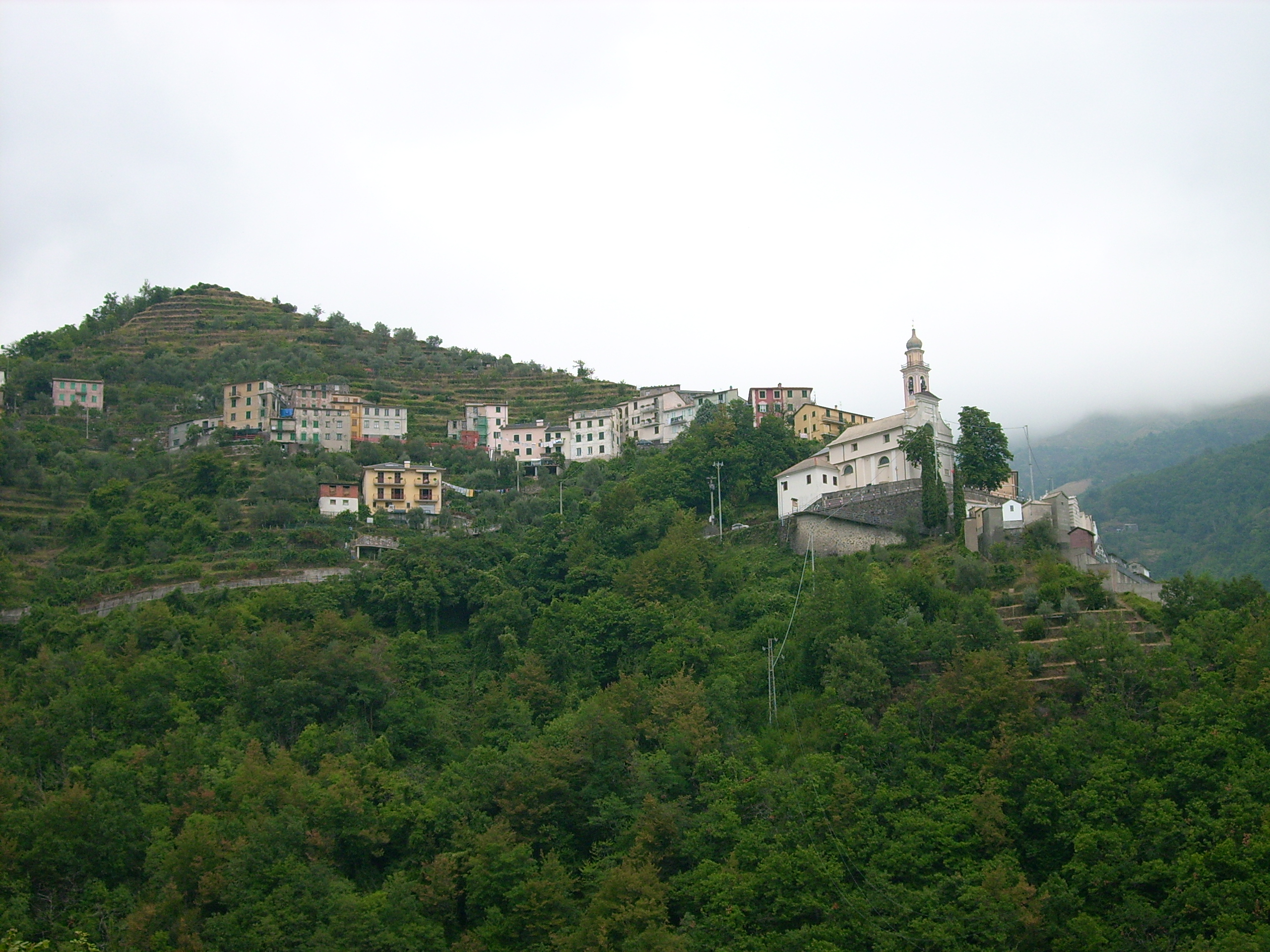

Щорічний фестиваль відбувається 22 березня. Покровитель — santa Caterina da Genova.

## Демографія
Населення за роками:

Станом на 1 січня 2023 року в муніципалітеті офіційно проживало 14 іноземців з 8 країн, серед них 6 громадян країн Євросоюзу.

## Сусідні муніципалітети
- Чиканья
- Фавале-ді-Мальваро
- Моконезі
- Монтебруно
- Нейроне
- Ореро
- Реццоальйо
- Торрилья